# Bagrat VII
Pour les articles homonymes, voir Bagrat.
Bagrat VII (en géorgien : ბაგრატ VII) ou Bagrat Khan (1569-1619) est un roi de Karthli de la dynastie des Bagration ayant régné de 1615 à 1619.

## Biographie
Fils légitime du roi David XI Daud Khan, il trouve refuge à la cour perse d’Ispahan lors de l’invasion de la Géorgie orientale par les armées ottomanes. Élevé à la cour séfévide, il devient musulman et adopte le nom de « Bagrat Khan ».
En 1615, le Chah Abbas Ier le nomme roi vassal de Karthli après la déposition et la capture de son cousin Louarsab II. Bagrat Khan n’exerce qu’un pouvoir limité sur le Karthli sous la protection des troupes perses commandées par Georges Saakadzé. Considéré comme un renégat par la population, il est en butte à l’hostilité de la noblesse. Bagrat VII Khan meurt après un bref règne de quatre ans et son jeune fils Simon II Semayun Khan est investi de la royauté par Abbas Ier.

## Mariage et descendance
Bagrat épouse Anna, fille du roi Alexandre II de Kakhétie, dont :
- Simon II Semayun Khan ;
- Louarsab, adopté en 1639 par Rostom Khosrov Mirza, mort en 1653 ;
- Vakhtang Rostom Mirza, mort avant 1655.

## Sources
- Cyrille Toumanoff, Les dynasties de la Caucasie chrétienne de l'Antiquité jusqu'au XIXe siècle : Tables généalogiques et chronologiques, Rome, 1990, p. 142-143 et 526.
- Alexandre Manvélichvili, Histoire de la Géorgie, Nouvelles Éditions de la Toison d'Or, Paris, 1951, p. 288.
- Marie-Félicité Brosset, Histoire de la Géorgie. Livraison II : Histoire moderne de la Géorgie, réédition Adamant Media Corporation  (ISBN 0543944808), p. 52-53.